# 萨维尼昂塞普泰讷
萨维尼-昂塞普泰讷（法語：Savigny-en-Septaine，法語發音：[saviɲi ɑ̃ sɛptɛn]）是法国谢尔省的一个市镇，属于布尔日区。

## 地理
萨维尼昂塞普泰讷（47°2'39"N, 2°33'38"E）面积22.58 平方千米，位于法国中央-卢瓦尔河谷大区谢尔省，该省份为法国中部省份，北起卢瓦雷省，西接卢瓦-谢尔省和安德尔省，南至克勒兹省，东南接阿列省，东临涅夫勒省。
与萨维尼昂塞普泰讷接壤的市镇（或旧市镇、城区）包括：阿沃尔、克罗斯、法尔日昂塞普泰讷、诺昂昂古、奥斯穆瓦、苏瓦昂塞普泰讷。
萨维尼昂塞普泰讷的时区为UTC+01:00、UTC+02:00（夏令时）。

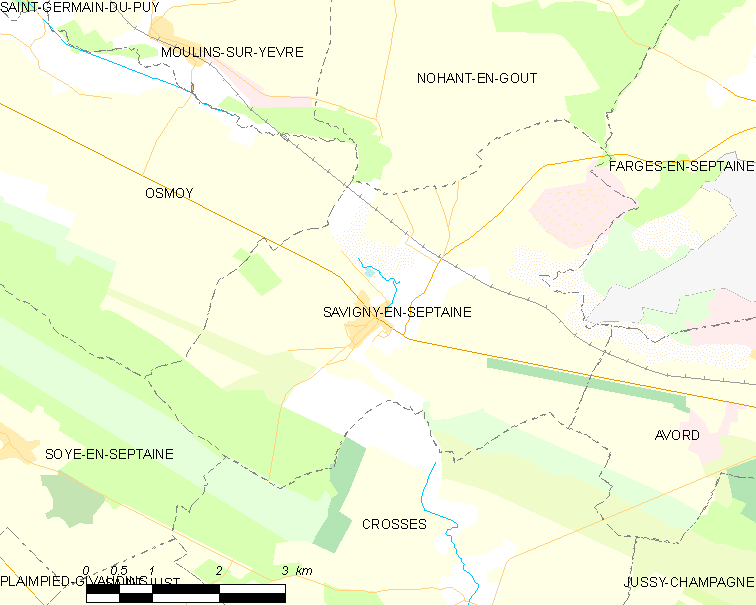
萨维尼昂塞普泰讷的OSM定位图

## 行政
萨维尼昂塞普泰讷的邮政编码为18390，INSEE市镇编码为18247。

## 政治
萨维尼昂塞普泰讷所属的省级选区为阿沃尔县。

## 人口

1962-2008年间萨维尼昂塞普泰讷人口变化图示

萨维尼昂塞普泰讷于2022年1月1日时的人口数量为710人。